# Marvel One-Shots

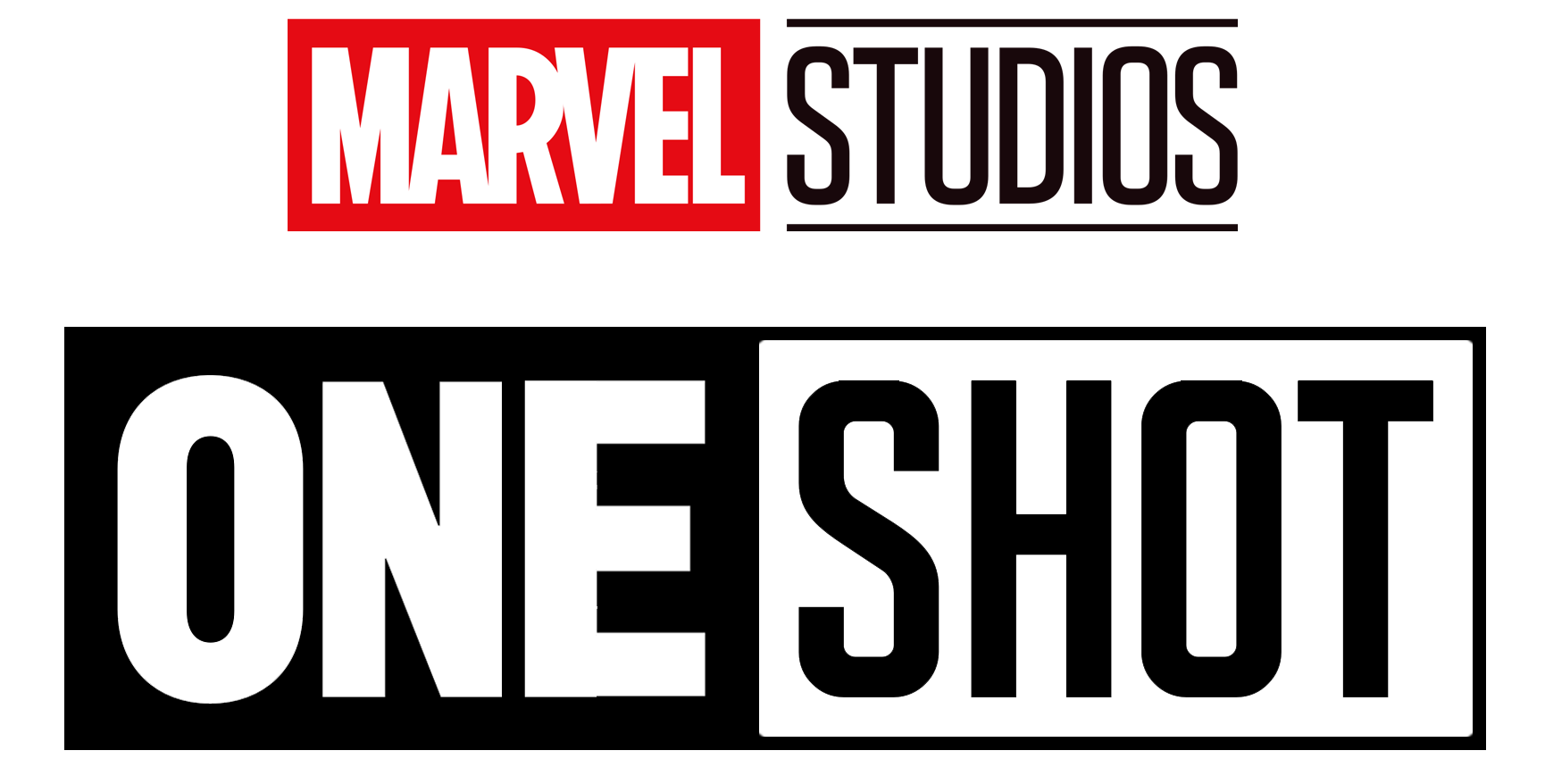
Logo snímku Marvel One-Shot uvedené v roce 2021

Marvel One-Shots je série osmi krátkých filmů od Marvel Studios z let 2011–2018. Tyto snímky, součást série Marvel Cinematic Universe (MCU), byly zařazeny jako bonusy k edici některých celovečerních snímků MCU na BD (nejsou zahrnuty na DVD edicích) a v jejich digitální distribuci. Každý z těchto krátkometrážních filmů s délkou od čtyř do patnácti minut tvoří samostatný krátký příběh, který zobrazuje příhody související s některými postavami nebo dějem celovečerního filmu.
V lednu 2022 byly krátké filmy Tým Thor, Tým Thor: část 2 a Bydlení u Darryla spolu s vydáním na Disney+ reklasifikovány jako součást Marvel One-Shots.

## Seznam filmů
| Český název                                     | Originální název                                   | Datum vydání v USA                                          | Režie            | Scénář        | Produkce    | Vydáno s filmem                 |
| ----------------------------------------------- | -------------------------------------------------- | ----------------------------------------------------------- | ---------------- | ------------- | ----------- | ------------------------------- |
| Konzultant                                      | The Consultant                                     | 13. září 2011                                               | Leythum          | Eric Pearson  | Kevin Feige | Thor                            |
| Cesta k Thorovu kladivu a co se na ní přihodilo | A Funny Thing Happened on the Way to Thor's Hammer | 25. října 2011                                              | Leythum          | Eric Pearson  | Kevin Feige | Captain America: První Avenger  |
| Rekvizita 47                                    | Item 47                                            | 25. září 2012                                               | Louis D’Esposito | Eric Pearson  | Kevin Feige | Avengers                        |
| Agentka Carterová                               | Agent Carter                                       | digitálně: 3. září 2013 na fyzickém médiu: 24. září 2013    | Louis D’Esposito | Eric Pearson  | Kevin Feige | Iron Man 3                      |
| Sláva králi                                     | All Hail the King                                  | digitálně: 4. února 2014 na fyzickém médiu: 25. února 2014  | Drew Pearce      | Drew Pearce   | Kevin Feige | Thor: Temný svět                |
| Tým Thor                                        | Team Thor                                          | digitálně: 28. srpna 2016 na fyzickém médiu: 13. září 2016  | Taika Waititi    | Taika Waititi | Kevin Feige | Captain America: Občanská válka |
| Tým Thor: Část 2                                | Team Thor: Part 2                                  | digitálně: 14. února 2017 na fyzickém médiu: 28. února 2017 | Taika Waititi    | Taika Waititi | Kevin Feige | Doctor Strange                  |
| Bydlení u Darryla                               | Team Darryl                                        | digitálně: 20. února 2018 na fyzickém médiu: 6. března 2018 | Taika Waititi    | Taika Waititi | Kevin Feige | Thor: Ragnarok                  |

## Konzultant(2011)
Děj snímku Konzultant (v anglickém originále The Consultant) je zasazen do období po událostech zobrazených ve filmech Iron Man 2 a Neuvěřitelný Hulk. Světová bezpečnostní rada chce, aby se Emil Blonsky stal součástí programu Avengers, protože ho považují za válečného hrdinu a z ničení New Yorku obviňují Bruce Bannera. Agenti S.H.I.E.L.D.u Phil Coulson a Jasper Sitwell spolu probírají, jak situaci vyřešit. Od rady mají totiž nařízeno, aby si Blonského vyžádali od generála Rosse; zároveň však jejich nadřízený, ředitel Fury, ho nechce nechat propustit. Proto se rozhodnou poslat na schůzku s generálem obětního beránka, který má ji sabotovat – „Konzultanta“, resp. Tonyho Starka – kterému se plán agentů vydaří a Blonsky tak zůstane ve vězení.
Čtyřminutový snímek Konzultant byl vydán jako bonus na BD edici filmu Thor dne 13. září 2011. Krátký snímek režíroval Leythum, autorem scénáře je Eric Pearson. Svoje role z předchozích filmů MCU si zde zopakovali Clark Gregg (agent Coulson) a Maximiliano Hernández (agent Sitwell). Využity byly také záběry ze scény po závěrečných titulcích snímku Neuvěřitelný Hulk s Robertem Downeym Jr. („Konzultant“ / Tony Stark), Williamem Hurtem (generál Ross) a Timem Rothem (Emil Blonsky v podobě Abominationa). Konzultant byl napsán až po následujícím krátkém filmu Cesta k Thorovu kladivu a co se na ní přihodilo a vzhledem k tomu, že ten potřeboval 80 % rozpočtu vyhrazeného Marvelem na dva krátkometrážní snímky, musel Konzultant zůstat v podobě „dvou povídajících si chlápků“ (formát tzv. bottle episode). Pearson jej využil pro představení brainstormingu jako způsobu, jak se vypořádat s formálními byrokratickými pravidly programu Avengers.

## Cesta k Thorovu kladivu a co se na ní přihodilo(2011)
Děj snímku Cesta k Thorovu kladivu a co se na ní přihodilo (v anglickém originále A Funny Thing Happened on the Way to Thor's Hammer) se odehrává krátce před událostmi z filmu Thor. Agent Coulson zastaví cestou do novomexického Albuquerque na čerpací stanici. Zatímco si vybírá v obchodě občerstvení, prodejnu přepadnou dva ozbrojení lupiči. Když se zeptají na auto stojící u čerpadla, Coulson jim předá svoje klíčky a také jim nabídne i svoji pistoli. V nestřeženém okamžiku na lupiče agent zaútočí a během několika sekund je omráčí. Poté si v klidu zakoupí svačinu a odejde ke svému vozu.
Čtyřminutový snímek Cesta k Thorovu kladivu a co se na ní přihodilo byl vydán jako bonus na BD edici filmu Captain America: První Avenger dne 25. října 2011. Krátký snímek režíroval Leythum, autorem scénáře je Eric Pearson. V roli agenta Coulsona se opět představil Clark Gregg. Film ukázal, že Coulson není „jen další otravný byrokrat“ S.H.I.E.L.D.u.

## Rekvizita 47(2012)
Bennie a Claire najdou po útoku na New York (film Avengers) chitaurskou zbraň, tzv. „Rekvizitu 47“. Pár ji využije k následnému vyloupení několika bank, což přitáhne pozornost agentury S.H.I.E.L.D. K získání zbraně a neutralizaci dvojice jsou přiděleni agenti Sitwell a Blake. První z nich dokáže lupiče vystopovat až do motelového pokoje, ve kterém proběhne bitka, při níž jsou zničeny ukradené peníze. Sitwell následně páru nabídne vstup do S.H.I.E.L.D.u – Bennie je přidělen do oddělení výzkumu a vývoje, kde bude jeho úkolem reverzní inženýrství chitaurské technologie, a Claire se stane asistentkou agenta Blakea.
Dvanáctiminutový snímek Rekvizita 47 (v anglickém originále Item 47) byl vydán jako bonus na BD edici filmu Avengers dne 25. září 2012. Krátký snímek režíroval Louis D'Esposito, autorem scénáře je Eric Pearson, hudba je dílem Christophera Lennertze. Roli agenta Sitwella si z předchozích filmů zopakoval Maximiliano Hernández a novou postavu agenta Blakea si zahrál Titus Welliver. Jesse Bradford a Lizzy Caplanová ztvárnili Bennieho a Claire. Pearson a D'Esposito dostali nápad na námět tohoto snímku krátce po zhlédnutí Avengers, protože si uvědomili, že v New Yorku je takový zmatek, že mimozemské zbraně se mohly dostat kamkoliv a ke komukoliv. Krátký film Rekvizita 47, natočený během čtyř dnů, byl inspirací pro televizní seriál Agenti S.H.I.E.L.D.

## Agentka Carterová(2013)
Rok po událostech z filmu Captain America: První Avenger je agentka Peggy Carterová příslušnicí agentury S.S.R., kde však dělá pouze kancelářskou práci a do terénu se nedostane. Jedné noci, když je v kanceláři sama, získá po telefonu informace o záhadné skupině Zodiac. Agentka se rozhodne jednat sama a okamžitě se vydá na určenou lokalitu, kde dokáže bez cizí pomoci získat sérum. Následující ráno dostane vynadáno od svého nadřízeného, agenta Flynna. Tomu však následně zavolá milionář a vynálezce Howard Stark, který Flynnovi sdělí, že Carterová se stává jednou z vedoucích nově zřízené agentury S.H.I.E.L.D.
Patnáctiminutový snímek Agentka Carterová (v anglickém originále Agent Carter) byl vydán jako bonus pro digitální distribuci filmu Iron Man 3 dne 3. září 2013 a následně jako bonus na BD edici téhož filmu dne 24. září 2013. Krátký snímek režíroval Louis D'Esposito, autorem scénáře je Eric Pearson, hudba je dílem Christophera Lennertze. Své role ze snímku Captain America: První Avenger si zopakovali Hayley Atwellová (agentka Carterová), Dominic Cooper (Howard Stark) a Neal McDonough (Dum Dum Dugan), v archivních záběrech z téhož snímku se objevil také Chris Evans (Steve Rogers / Kapitán Amerika). Nově se představili Bradley Whitford jako agent Flynn a Shane Black jako hlas v telefonu. Agentka Carterová byla natočena během pěti dní a pro ušetření finančních prostředků byly pro zobrazení New Yorku 40. let 20. století využity záběry s vizuálními efekty z filmu Captain America: První Avenger. Díky úspěchu krátkého snímku vznikl televizní seriál Agent Carter.

## Sláva králi(2014)
Trevor Slattery, který byl zadržen na konci filmu Iron Man 3, si odpykává trest ve věznici Seagate. Žije si nad zdejší poměry, má svého osobního „sluhu“ Hermana a rovněž spřátelené vězně, kteří ho chrání. V tomtéž zařízení je rovněž umístěn miliardář a vynálezce Justin Hammer (viz Iron Man 2), který se podivuje pozornosti, kterou Slattery vyvolává. Toho dokonce navštíví dokumentarista Jackson Norriss, kterému Slattery ochotně vypráví o postavě Mandarina a také své minulosti jako herce. Norriss ho ovšem informuje, že přivlastněním identity Mandarina některé lidi Slattery naštval. Filmař mu poví o historii Mandarina a jeho teroristické skupiny a následně herci odhalí, že sám je členem tohoto uskupení a že jeho úkolem (s pomocí dalších, kteří na věznici zaútočí) je dostat Slatteryho z vězení, aby se mohl setkat se skutečným Mandarinem.
Čtrnáctiminutový snímek Sláva králi (v anglickém originále All Hail the King) byl vydán jako bonus pro digitální distribuci filmu Thor: Temný svět dne 4. února 2014 a následně jako bonus na BD edici téhož filmu dne 25. února 2014. Krátký snímek napsal a režíroval Drew Pearce, hudba je dílem Briana Tylera a také Mikea Posta, který vytvořil znělku fiktivního seriálu Caged Heat. Ve svých rolích z předchozích celovečerních filmů se objevili Ben Kingsley (Trevor Slattery) a Sam Rockwell (Justin Hammer), Hermana ztvárnil Lester Speight a Jacksona Norrisse si zahrál Scoot McNairy. Drewa Pearce a producenta Stephena Broussarda napadl námět snímku Sláva králi během produkce Iron Mana 3, protože chtěli poskytnout na postavu Mandarina nový pohled. Krátký film byl natočen v Los Angeles na podzim 2013.